# Gleinstätten
Gleinstätten è un comune austriaco di 2 831 abitanti nel distretto di Leibnitz, in Stiria; ha lo status di comune mercato (Marktgemeinde). Il 1º gennaio 2015 ha inglobato il comune soppresso di Pistorf.